# Usuda Deep Space Center
Koordinaten: 36° 7′ 59″ N, 138° 21′ 44″ O

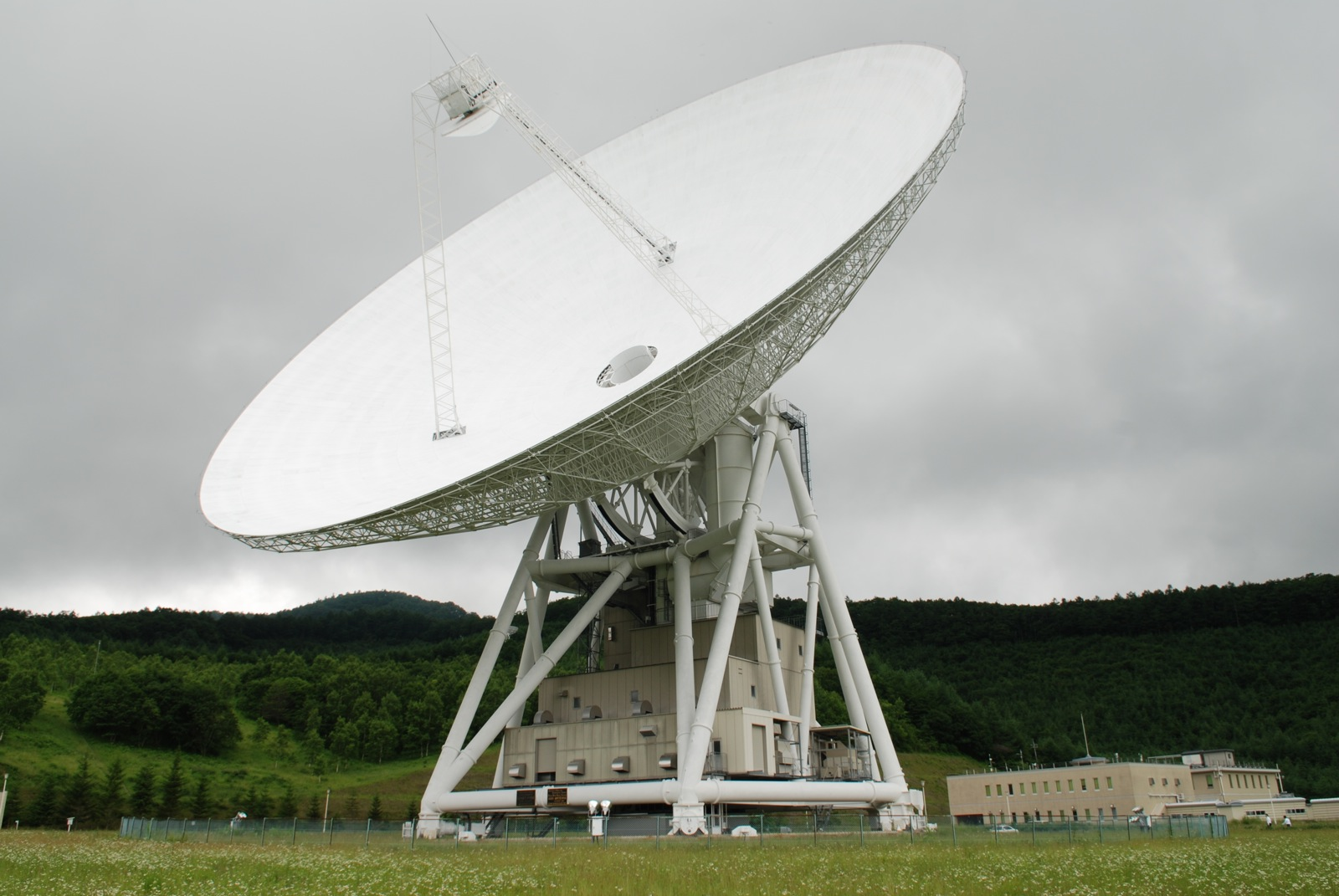
Die 64-Meter-Hauptantenne

Das Usuda Deep Space Center (UDSC, japanisch 臼田宇宙空間観測所, Usuda Uchū Kūkan Kansokujo, dt. „Weltraumobservatorium Usuda“) ist eine Deep-Space-Station der Japan Aerospace Exploration Agency (JAXA) in der Nähe von Usuda, in der Präfektur Nagano, Japan. Usuda gehört heute zur Stadt Saku.
Die Station wurde 1984 in Betrieb genommen und verfügt über drei Antennen. Alle Antennen befinden sich weitab von Sendemasten, Flugrouten, Siedlungen und Verkehrsadern in einer Höhe von 1456 und 1580 Meter über NN und die Standorte sind so gewählt, dass die umgebenden Berge unerwünschte Radiosignale abschirmen. Die Anlagen sind zeitweise für Publikumsverkehr geöffnet. Zum Gelände gehört ein Besucherempfangsgebäude mit einer kleinen Ausstellung. Entlang der Zufahrt ist ein kleiner Planetenweg im Maßstab 1:5,5 Milliarden aufgebaut, der jedoch aus Platzgründen nur von der Sonne bis Jupiter reicht. Zusätzlich gibt es Gebäude für die Verwaltung und zur Datenverarbeitung. Gesteuert werden die Antennen vom Tsukuba Space Center (TKSC) in Tsukuba, in der Präfektur Ibaraki, von dort wird auch die Anlage in Uchinura über ein leistungsfähiges WAN gesteuert.

## 64-Meter-Antenne
Die älteste Hauptantenne ist die 64-Meter-Antenne mit einem Gewicht von 2000 Tonnen. Die Antenne ist ausgerüstet für Kommunikation im S-Band (ca. 2–4 GHz) und im X-Band (ca. 8–12 GHz). Die große Antenne von Usuda war die erste große Cassegrain-Beam-Wave-Guide-Antenne, die jemals gebaut wurde. Bei diesen Antennen werden die empfangenen Signale über den Sekundärspiegel und ein Loch im Primärspiegel über diverse Reflektoren in den Unterbau der Antenne geleitet, wo die entsprechenden Empfänger und Sender bereitgehalten werden. Die Empfänger und Sender sind vor der Witterung und unerwünschter Einstrahlung geschützt, können besser gekühlt werden und sind leichter zugänglich und können ohne Kraneinsatz gewartet oder ausgetauscht werden. Die Konstruktion der beweglichen Schüssel wird dabei vom Gewicht der Sender und Empfänger entlastet. Diese Technologie war seinerzeit revolutionär und brachte einen verbesserten Rauschpegel gegenüber den damaligen 64-Meter-Antennen des NASA-eigenen Deep Space Networks (DSN) und einfachere Handhabung mit sich. Neuere Antennen in dieser Größe werden überwiegend nach diesem Prinzip gebaut.
Der Bau der Antenne wurde notwendig für die Kommunikation mit den japanischen Sonden Sakigake und Suisei zur Erforschung des Halleyschen Kometen. Zuvor hatte Japan zwar bereits die Technologie zum Bau und Trägerraketen für den Start von Satelliten, jedoch noch keinerlei Kommunikationsanlagen für interplanetare Missionen.
Die Antenne soll im Hinblick auf die laufenden Raummissionen als Backup mit einem zusätzlichen Empfänger im Ka-Band ausgebaut werden.

## 10-Meter-Antenne
Für Very Long Baseline Interferometry (VLBI) gibt es eine 10-Meter-Antenne, die etwas abseits aufgestellt ist. Sie wurde für die HALCA Mission gebaut.

## 54-Meter-Antenne, Misasa Deep Space Station
36° 8′ 27,1″ N, 138° 21′ 7,8″ O
Die 54-Meter Antenne wurde unter dem Namen Ground Station for Deep Space Exploration and Telecommunication (GREAT) angekündigt, trägt aber nun den Namen Misasa Deep Space Station japanisch 美笹深宇宙探査用地上局. Der Standort in einer Höhe von 1580 m ist 1,3 km entfernt, um unerwünschte Interferenzen zu verhindern. GREAT soll die Aufgaben der mittlerweile über 30 Jahre alten 65-Meter-Antenne übernehmen, die ihre geplante Nutzungsdauer schon um mehr als zehn Jahre überschritten hat. Die alte Antenne soll weiterhin als Backup dienen. Am neuen Standort befinden sich zwei Nebengebäude, eines für die Stromversorgung und ein Technik-Gebäude mit einer Wasserstoff-Maser-Uhr, während die übrigen zum Betrieb notwendigen Gebäude und Einrichtungen am Standort der alten Antenne zu finden sind.
Der Bau dieser Antenne begann 2016. Gegen Ende 2018 wurde der Hauptspiegel montiert, danach wurde die Technik eingebaut und getestet. Am 10. April 2021 wurde die Antenne offiziell in Betrieb genommen und eine Kommunikation mit Hayabusa 2 aufgenommen. Die letzten Technik-Erweiterungen sollen 2024 eingebaut werden.[veraltet]

### Technische Daten
Die neue Antenne soll trotz kleinerem Durchmesser der älteren Antenne in den Leistungen ebenbürtig sein. Sie ist so konstruiert, dass Sonneneinstrahlung, Schneefall, Regen und Windlast nur minimalen Einfluss auf die Funktion haben. Den kleineren Durchmesser machen eine besonders präzise geformte Antennenschüssel und stärkere Richtwirkung, sowie präzisere Ausrichtung und modernste Empfänger wett. Mit einer Abweichung von der Idealform von nur noch circa 0,6 mm maximal wird der Wert der alten Antenne mit Abweichungen von bis zu 5 mm deutlich unterboten.
Cassegrain-Antenne mit adaptiver Oberflächenanpassung, Gewicht 2200 t
Frequenzen:
- X-Band-Übertragung zur Verfolgung und Steuerung von Raumfahrzeugen (7145 MHz bis 7235 MHz)
- X-Band-Empfang (8400 MHz bis 8500 MHz)
- Ka-Band-Empfang (31800 MHz bis 32300 MHz)
- X-Band-Empfang für VLBI (8200 MHz bis 8700 MHz)

X-Band-Übertragungsverstärkung: 69,62 dBi oder mehr
X-Band-Sendeleistung: 20 kW oder mehr (EIRP 142,5 dBm oder mehr)
Empfangsleistung:
- X-Band G / T: 53,35 dB / K oder mehr bei einem Höhenwinkel von 15° bis 80°
- Ka-Band G / T: 59,33 dB / K oder mehr bei einem Höhenwinkel von 15° bis 80°[7]

Die neue Antenne spielt eine wichtige Rolle für die ESA und JAXA-Mission BepiColombo. Sowohl Usuda, als auch das ESTRACK-Netzwerk bereiteten für diese Mission große Antennen für den Empfang von großen Datenmengen im Ka-Band vor. Nach der Ankunft bei Merkur soll der MIO-Magnetosphärenorbiter mit Usuda kommunizieren, während ESOC sich auf den Mercury Planetary Orbiter konzentrieren wird. Der Großteil der Wissenschaftsdaten soll dabei über das Ka-Band gesendet werden. Die Station verfügt über Anlagen zur Teilnahme an VLBI und ist eingerichtet für Delta-DOR in Kombination mit den Antennen anderer Weltraumagenturen.
Es gab bisher keine Antenne mit vergleichbarer Apertur und Empfindlichkeit im Ka-Band, sie übertrifft die entsprechenden Antennen von DSN und ESTRACK um den Faktor 2,5. Dieses ermöglicht neue Entdeckungen in der Radioastronomie in diesem Frequenzband, außerdem werden durch die Station vier neue Basislinien für VLBI gebildet und die Beobachtungsmöglichkeiten für ICRF3 Objekte im X/Ka-Band sind dadurch deutlich verbessert.

## Unterstützte Missionen
Alle Stationen entsprechen den Bestimmungen des CCSDS, somit ist der Datenaustausch mit den Anlagen von anderen Weltraumagenturen möglich, trotz unterschiedlichen technischen Ausstattungen. Die 64-Meter-Antenne von Usuda war eingebunden in die Voyager-2-Mission. Für den Empfang der Daten während der Begegnung mit Neptun reichten die Empfangskapazitäten der Antennen des Deep Space Networks der NASA nicht aus. Zusätzlich zum DSN wurden die 27 Stück 25-Meter-Antennen des Very Large Arrays des National Radio Astronomy Observatory in New Mexico, die 64-Meter-Antenne des Parkes Observatoriums in Australien und die 64-Meter-Antenne in Usuda eingesetzt.
Unterstützt wurden die ersten interplanetaren Raumsonden Japans Sakigake und Suisei, der Mondorbiter Kaguya, die Asteroidensonde Hayabusa und die Venussonde Akatsuki. Usuda spielte eine bedeutende Rolle in der Rettung der Mission, als die Kommunikation zu Hayabusa zeitweise verloren ging.
Unterstützt wird Hayabusa 2. Die Kommunikation im Ka-Band war seit Beginn über das DSN, seit der Inbetriebnahme der neuen Antenne kann aber nun auch Misasa Deep Space Station die Daten empfangen. Die Station soll künftig das Nancy Grace Roman Space Telescope der NASA unterstützen.

## Andere Antennenanlagen
Für den Notfall können die 20-Meter- und die leistungsfähige 34-Meter-Parabolantenne des Uchinoura Space Center als Backup im S- und X-Band dienen. Die Katsuura Tracking and Communications Station ist für Satellitentracking ausgerüstet mit vier Parabolantennen mit 20 Metern, 13 Metern, 11 Metern und 10 Metern Durchmesser. Ebenso für Satellitentracking ist die Okinawa Tracking and Communications Station. Für Tracking gibt es eine 18-Meter- und eine 10-Meter-Antenne, sowie eine 30-Meter-Antenne. Zwei 7,5-Meter-Schüsseln befinden sich jeweils in einem Radom. JAXA nutzt außerdem vier Tracking-Stationen außerhalb Japans in Kiruna (Schweden), Santiago (Chile), Mingenew (Australien) und Maspalomas (Kanarische Inseln).